# Lucius Cornelius Lentulus Caudinus (consul en -237)
Pour les articles homonymes, voir Lucius Cornelius Lentulus.
Lucius Cornelius Lentulus Caudinus est un homme d'État romain.
Membre de la branche des Lentuli, de la gens patricienne des Cornelii, il est le fils de Lucius Cornelius Lentulus Caudinus (consul en 275 av. J.-C.) et le frère de Publius Cornelius Lentulus Caudinus (consul en 236 av. J.-C.).
- En 237 av. J.-C., il est consul avec comme collègue Quintus Fulvius Flaccus.
- En 236 av. J.-C., il est censeur.
- De 221 av. J.-C. à 213 av. J.-C., il est pontifex maximus[1].
- En 220 av. J.-C., il est princeps senatus.

Il meurt en 213 av. J.-C..